# Даиси (фильм-опера)
«Даиси» — экранизация оперы «Даиси» Захария Палиашвили, снятая на киностудии «Грузия-фильм» в 1971 году. Другое название — «Сумерки».

## Сюжет
Киноопера «Даиси» была приурочена к столетию со дня рождения классика национальной музыки Захария Палиашвили. Опера рассказывает о тяжёлой жизни народа, защищающего свою родину от врагов, о феодальном быте и нравах того времени, о большой и чистой любви. В фильме заняты драматические артисты, поют оперные певцы.
Герои оперы — юная Маро, её возлюбленный Малхаз и её нелюбимый жених Киазо, в минуту бросивший руководимое им войско из-за слепой ревности.

### Действие первое
Вечер. Во дворе усадьбы неразлучные подруги Нано и Маро. Жизнерадостная Нано ждёт весёлого праздника, но её радости не разделяет Маро. Мысли её заняты возлюбленным Малхазом, но он в дальних краях. А Маро, против её воли, помолвили с военачальником Киазо.
Нано сообщает подруге весть о том, что Малхаз вернулся. Издалека доносится его беспечная песня полная счастья.

## В ролях
- Нана Кипиани — Маро
- Дали Тушишвили — Нано, подруга Маро
- Картлос Марадаишвили — Малхаз
- Отар Коберидзе — Киазо
- Зураб Капианидзе — Цангала, старый крестьянин
- Гиви Берикашвили — Тито

## Оперные партии
- Медея Амиранашвили — партия Маро
- Тамара Гургенидзе — партия Нано, подруги Маро
- Зураб Анджапаридзе — партия Малхаза
- Тенгиз Зениклишвили — Киазо
- Ираклий Шушания — партия Цангала, старого крестьянина
- Гиви Торонджадзе

## Съёмочная группа
- Режиссёр — Николай Санишвили
- Сценаристы — Валериан (Валико) Гуниа и Николай Санишвили
- Оператор — Дудар Маргиев
- Художник-постановщик фильма — Дмитрий Такайшвили
- Звукорежиссёр — Отар Гегечкори[2]
- Музыкальный редактор — Арчил Кереселидзе

Танцы исполняют артисты Академического ансамбля народного танца Грузии.